# Cardinal (brasserie)
Pour les articles homonymes, voir Cardinal.
Cardinal était une brasserie suisse située à Fribourg de 1788 à 2012. La marque Cardinal appartient à Feldschlösschen Boissons SA, une filiale du groupe Carlsberg.

## Historique

Photo aérienne historique de Walter Mittelholzer de 1931

En 1788, François Piller lance la construction d'une brasserie à côté de l'auberge du Saumon à Fribourg (Zum Salmen, juste après la Porte de Berne). Pour ce faire, il engage un brasseur bavarois et fait former son fils de 15 ans. En 1802, le fils, parti quelque temps à Dillingen chez le brasseur, reprend les rênes, son père étant décédé prématurément en 1790. La brasserie déménage dans le quartier de la Neuveville à Fribourg, dans l'immeuble no 48, puis est reprise par Paul-Alcide Blancpain en 1877. Le brassage industriel démarre.
En 1890, la brasserie opère le premier brassage de la bière de fête du Cardinal à l'occasion de la nomination de l'évêque de Fribourg Mgr Gaspard Mermillod comme Cardinal par le Pape Léon XIII. Devant le succès rencontré, Paul Blancpain décide de donner le nom « Cardinal » à sa brasserie. Les locaux en vieille ville deviennent trop exigüs pour faire face à l'augmentation de la production. En 1904, la brasserie déménage à son emplacement définitif près de la gare.
Sibra Holding est créée en 1970 avec les brasseries Beauregard à Fribourg, Salmen à Rheinfelden, Comète à La Chaux-de-Fonds, et la brasserie Wädenswil Weber AG.
Selon la tradition orale, en 1972, le nom de la bière nationale est joué au jass, et Cardinal emporte la partie.
Le 29 octobre 1996, la Feldschlösschen-Hürliman Holding, alors propriétaire de Sibra Holding, annonce la fermeture de la brasserie de Fribourg. Une importante mobilisation citoyenne va s'y opposer fermement. En 1998, la Feldschlösschen-Hürliman Holding et les autorités cantonales signent un accord sur le maintien provisoire des activités de la brasserie.
Cardinal lance Cardinal Lemon et Cardinal EVE en 2006, Cardinal EVE Grapefruit en 2007, Cardinal EVE Passion Fruit et Cardinal Angel en 2008, Cardinal Angel Grenade-Sureau en 2009.
Le 31 août 2010, Feldschlösschen annonce qu'il va cesser toute activité de production sur son site de Fribourg dès juin 2011. Les Fribourgeois peinent à se mobiliser une seconde fois en l'espace de 15 ans et ne parviennent plus à sauver "leur" brasserie. La production des bières Cardinal cesse à Fribourg et est transférée sur le site de Rheinfelden. Le site industriel de l'ancienne brasserie est repris par l'Etat et la Ville de Fribourg qui y installent un parc technologique et un quartier d'innovation sous le nom de bluefactory porté par une SA commune. Le Swiss Bier Museum y subsiste et cultive le patrimoine et l'héritage de l'ancienne brasserie ainsi que de l'industrie brassicole dans un sens plus large avec, dernière nouveauté, un pan consacré à la fermentation comme mode de production, de transformation et de préservation agroalimentaire.